# Калиник III Критски
Калиник  (на гръцки: Καλλίνικος, Калиникос) е православен духовник, митрополит на Цариградската патриаршия.

## Биография
Роден е в Анхиало в Тракия, тогава в Османската империя, днес Поморие, България. Той служи като протосингел на Анхиалската епархия. През март 1824 година е избран и по-късно ръкоположен за митрополит на Крит. Умира в Ханя на 24 август 1830 година.